# Francisco Cabral (tennista)
Francisco Cabral (Porto, 8 gennaio 1997) è un tennista portoghese.
Specialista del doppio, ha vinto tre titoli ATP e diversi altri nei circuiti minori. Il suo miglior ranking ATP è il 29º posto raggiunto nell'agosto 2025. Ha esordito nella squadra portoghese di Coppa Davis nel marzo 2022. Dal 2022 gioca quasi esclusivamente in doppio.

## Carriera

### 2013-2020, esordi e primi titoli ITF
Fa il suo esordio tra i professionisti in un torneo ITF portoghese nell'ottobre 2013; dopo alcune altre rare apparizioni comincia a giocare con continuità verso la fine del 2015 e a novembre disputa la sua prima finale in doppio al torneo ITF Morocco F4. Fin da inizio carriera dimostra di essere competitivo in doppio, mentre in singolare non ottiene risultati di rilievo. Dopo un'altra finale persa, nel giugno 2017 alza il primo trofeo da professionista vincendo in coppia con Nuno Borges il torneo di doppio al Portugal F8. Quell'anno vince un altro torneo ITF con Borges e altri due con Nuno Deus. Nel 2018 vince altri quattro tornei ITF e fa il suo esordio nel circuito Challenger, mentre nei due anni successivi vince in totale tre titoli ITF. Nell'ottobre 2020 disputa con Borges la prima semifinale Challenger a Lisbona e vengono sconfitti da Roberto Cid Subervi / Gonçalo Oliveira; già nei tornei giovanili aveva giocato con Borges, il quale si era poi trasferito per continuare gli studi negli Stati Uniti, li aveva di recente terminati ed era tornato disponibile per giocare nei circuiti europei. Ricostituiscono la coppia e nel periodo successivo giocano quasi esclusivamente assieme.

### 2021, sei titoli Challenger e top 200 del ranking
Il 10 aprile 2021 Cabral e Borges vincono il loro primo titolo Challenger all'Oeiras Open II, superando in finale Pavel Kotov / Tseng Chun-hsin con il punteggio di 6-1, 6-2. Nell'arco della stagione disputano in totale otto finali Challenger e ne vincono altre cinque al Braga Open, al Tenerife Challenger, al Bahrain Ministry Of Interior Tennis Challenger, al Maia Challenger I e al Maia Challenger II. Cabral aveva iniziato la stagione al 351º posto della classifica mondiale e la chiude con il nuovo best ranking al 155º.

### 2022, primi titoli ATP e top 50
Nei primi tre mesi del 2022, Cabral non supera mai il secondo turno nei Challenger disputati. A inizio marzo esordisce nella squadra portoghese di Coppa Davis con un successo assieme a Borges nella sfida vinta 4-0 contro la Polonia. Ad aprile vince con Borges i primi due titoli stagionali consecutivi all'Oeiras Challenger ! e all'Oeiras Challenger II. Due settimane più tardi vince per la prima volta un titolo Challenger senza Borges al TK Sparta Prague Challenger, nel quale gioca in coppia con Szymon Walków e in finale hanno la meglio in due set su Tristan Lamasine / Lucas Pouille. Torna a giocare con Borges a fine aprile e fanno il loro esordio in un torneo del circuito maggiore all'Estoril Open, al primo turno superano le teste di serie nº 3 Dodig / Krajicek, eliminano quindi Lammons / Paul e in semifinale le teste di serie nº 1 Murray / Venus. Si aggiudicano il titolo sconfiggendo in finale Máximo González / André Göransson con il punteggio di 6-2, 6-3. Con questo successo Cabral entra per la prima volta nella top 100 mondiale, all'80ª posizione. La coppia portoghese si impone anche nella finale del successivo Challenger di Praga. Cabral continua a salire in classifica con la semifinale raggiunta a maggio assieme a João Sousa all'ATP di Ginevra, nella quale vengono sconfitti da Pablo Andújar / Matwé Middelkoop.
Fa il suo esordio in una prova dello Slam a Wimbledon in coppia con Borges e si spingono fino al secondo turno, vengono sconfitti in finale al successivo Challenger di Porto. A fine luglio Cabral vince il suo secondo titolo ATP, questa volta in coppia con Tomislav Brkić allo Swiss Open Gstaad, al primo turno battono per 10-8 nel set decisivo le teste di serie nº 1 Rafael Matos / David Vega Hernández e in finale hanno la meglio su Robin Haase / Philipp Oswald in due set; dopo il torneo Cabral sale al 49º posto mondiale. Continua a progredire in classifica con la semifinale raggiunta al successivo ATP 250 di Umago, i quarti a Winston Salem e il secondo turno agli US Open, dopo i quali si trova al 45º posto. Verso fine anno raggiunge i quarti con Jamie Murray al Gijón Open e perde con Borges la finale al Maia Challenger.

### 2023, tre finali ATP
Al suo esordio all'Australian Open esce di scena al primo turno. Nella tournée sudamericana su terra battuta, raggiunge due quarti di finale con Nikola Ćaćić e perde in semifinale all'ATP 500 del Rio Open assieme a Horacio Zeballos. Nel torneo di casa all'Estoril esce in semifinale con Borges. Ad aprile disputa la prima finale stagionale all'ATP di Banja Luka in coppia con Oleksandr Nedovjesov e vengono sconfitti in due set da Jamie Murray / Michael Venus. A fine mese vince il Challenger del Roma Open assieme a Nicolás Barrientos e perde con Borges la finale al successivo Challenger 175 di Aix-en-Provence. Inizia a giocare in coppia con Rafael Matos e si spinge per la prima volta al terzo turno in una prova del Grande Slam al Roland Garros, mentre escono di scena al secondo turno a Wimbledon. Disputa la prima finale ATP con il brasiliano al Båstad Open e vengono sconfitti in due set da Gonzalo Escobar / Oleksandr Nedovyesov. Escono di scena in semifinale al successivo torneo di Kitzbühel e al secondo turno degli US Open. Perdono la finale anche al Chengdu Open, superati in tre set dalle teste di serie nº 1 Sadio Doumbia / Fabien Reboul. A novembre perde la finale al Challenger di Bergamo assieme a Henry Patten.

### 2024, discesa nel ranking
Nella prima parte del 2024 vince solo alcuni incontri di primo turno nel circuito maggiore, tra i quali quelli agli Australian Open e a Wimbledon, non supera mai le semifinali nei tornei Challenger e scende nel ranking. Accede per la prima volta in stagione al terzo turno nel circuito maggiore agli US Open in coppia con Borges. Dopo essere sceso al 91º posto, in ottobre torna a vincere un torneo dopo un anno e mezzo al Braga Open, gioca in coppia con Théo Arribagé e in finale hanno la meglio su Marco Bortolotti / Daniel Cukierman. Il mese successivo raggiunge la semifinale all'ATP 250 del Moselle Open in coppia con Rithvik Choudary Bollipalli. In coppia con Théo Arribagé disputa le finali nei due ultimi tornei Challenger stagionali e vincono quello di Maia.

### 2025, un titolo ATP, quarti di finale agli Australian Open e 29º nel ranking
Consegue il miglior risultato da inizio carriera in un torneo del Grande Slam raggiungendo con Nuno Borges i quarti di finale agli Australian Open dopo aver eliminato le teste di serie nº 5 Nikola Mektić / Michael Venus e risale alla 59ª posizione mondiale. Con Jean-Julien Rojer si spinge fino alle semifinali del Rio Open. In coppia con Lucas Miedler, in primavera vince il Challenger 100 di Madrid e perde le finali al Challenger 125 di Oeiras e al Challenger 175 dell'Estoril Open. A maggio conquistano il titolo al Challenger 175 di Bordeaux. Non vanno oltre il primo turno al Roland Garros, ma con le semifinali raggiunte al Geneva Open e sull'erba allo Stuttgart Open e asoprattutto ll'ATP 500 dell'Halle Open, Cabral ritocca dopo quasi tre anni il il miglior ranking e si porta alla 40ª posizione. Continua l'ascesa conquistando allo Swiss Open di Gstaad il suo primo titolo ATP dal 2022, quando aveva trionfato proprio a Gstaad. In coppia con Miedler supera in finale Hendrik Jebens / Albano Olivetti al terzo set. Sale alla 32ª posizione dopo la semifinale persa all'Austrian Open Kitzbühel e alla 29ª dopo i quarti raggiunti al Cincinnati Open, nel suo debutto in un torneo Masters 1000.

## Statistiche
Aggiornate al 18 agosto 2025.

### Doppio

#### Vittorie (3)
| Legenda              |
| Grande Slam (0)      |
| ATP Finals (0)       |
| ATP Masters 1000 (0) |
| ATP Tour 500 (0)     |
| ATP Tour 250 (3)     |

| N. | Data           | Torneo                | Superficie  | Compagno       | Avversari in finale             | Punteggio              |
| 1. | 1º maggio 2022 | Estoril Open, Cascais | Terra rossa | Nuno Borges    | Máximo González André Göransson | 6-2, 6-3               |
| 2. | 24 luglio 2022 | Swiss Open, Gstaad    | Terra rossa | Tomislav Brkić | Robin Haase Philipp Oswald      | 6-4, 6-4               |
| 3. | 20 luglio 2025 | Swiss Open, Gstaad    | Terra rossa | Lucas Miedler  | Hendrik Jebens Albano Olivetti  | 6(4)-7, 7-6(4), [10-3] |

#### Finali perse (3)
| Legenda              |
| Grande Slam (0)      |
| ATP Finals (0)       |
| ATP Masters 1000 (0) |
| ATP Tour 500 (0)     |
| ATP Tour 250 (3)     |

| N. | Data              | Torneo                  | Superficie  | Compagno             | Avversari in finale                  | Punteggio        |
| 1. | 23 aprile 2023    | Srpska Open, Banja Luka | Terra rossa | Oleksandr Nedovjesov | Jamie Murray Michael Venus           | 5-7, 2-6         |
| 2. | 23 luglio 2023    | Båstad Open, Båstad     | Terra rossa | Rafael Matos         | Gonzalo Escobar Oleksandr Nedovjesov | 2-6, 2-6         |
| 3. | 26 settembre 2023 | Chengdu Open, Chengdu   | Cemento     | Rafael Matos         | Sadio Doumbia Fabien Reboul          | 6-4, 5-7, [7-10] |

### Tornei minori

#### Doppio

##### Vittorie (28)
| Legenda tornei minori |
| Challenger (15)       |
| Futures (13)          |

| N.  | Data              | Torneo                                                 | Superficie      | Compagno           | Avversari in finale                       | Punteggio           |
| 1.  | 10 aprile 2021    | Oeiras Challenger II, Oeiras                           | Terra rossa     | Nuno Borges        | Pavel Kotov Tseng Chun-hsin               | 6-1, 6-2            |
| 2.  | 25 settembre 2021 | Braga Open, Braga                                      | Terra rossa     | Nuno Borges        | Jesper de Jong Bart Stevens               | 6-3, 6(4)-7, [10-5] |
| 3.  | 6 novembre 2021   | Tenerife Challenger, Tenerife                          | Cemento         | Nuno Borges        | Jeevan Nedunchezhiyan Purav Raja          | 6-3, 6-4            |
| 4.  | 27 novembre 2021  | Bahrain Ministry of Interior Tennis Challenger, Manama | Cemento         | Nuno Borges        | Maximilian Neuchrist Michail Pervolarakis | 7-5, 6(5)-7, [10-8] |
| 5.  | 11 dicembre 2021  | Maia Challenger I, Maia                                | Terra rossa     | Nuno Borges        | Andrej Martin Gonçalo Oliveira            | 6-3, 6-4            |
| 6.  | 18 dicembre 2021  | Maia Challenger II, Maia                               | Terra rossa     | Nuno Borges        | Piotr Matuszewski David Pichler           | 6-4, 7-5            |
| 7.  | 2 aprile 2022     | Oeiras Challenger I, Oeiras                            | Terra rossa     | Nuno Borges        | Sanjar Fayziev Markos Kalovelonis         | 6-3, 6-0            |
| 8.  | 9 aprile 2022     | Oeiras Challenger II, Oeiras                           | Terra rossa     | Nuno Borges        | Zdeněk Kolář Adam Pavlásek                | 6-4, 6-0            |
| 9.  | 23 aprile 2022    | TK Sparta Praga Challenger, Praga                      | Terra rossa     | Szymon Walków      | Tristan Lamasine Lucas Pouille            | 6-2, 7-6(12)        |
| 10. | 7 maggio 2022     | I. ČLTK Prague Open, Praga                             | Terra rossa     | Nuno Borges        | Andrew Paulson Adam Pavlásek              | 6-4, 6(3)-7, [10-5] |
| 11. | 29 aprile 2023    | Roma Open, Roma                                        | Terra rossa     | Nicolás Barrientos | Andrej Golubev Denys Molčanov             | 6-3, 6-1            |
| 12. | 5 ottobre 2024    | Braga Open, Braga                                      | Terra rossa     | Théo Arribagé      | Marco Bortolotti Daniel Cukierman         | 6-3, 6-4            |
| 13. | 30 novembre 2024  | Maia Challenger, Maia                                  | Terra rossa (i) | Théo Arribagé      | Kimmer Coppejans Sergio Martos Gornés     | 6-1, 3-6, [10-5]    |
| 14. | 12 aprile 2025    | Open Comunidad de Madrid, Madrid                       | Terra rossa     | Lucas Miedler      | Jakub Paul David Pel                      | 7-6(2), 6-4         |
| 15. | 18 maggio 2025    | Tournoi International de Bordeaux, Bordeaux            | Terra rossa     | Lucas Miedler      | Yuki Bhambri Robert Galloway              | 7-6(1), 7-6(2)      |

##### Finali perse (26)
| Legenda tornei minori |
| Challenger (9)        |
| Futures (17)          |

| N. | Data             | Torneo                               | Superficie  | Compagno      | Avversari in finale                       | Punteggio           |
| 1. | 2 ottobre 2021   | Lisboa Belém Open, Lisbona           | Terra rossa | Nuno Borges   | Jeevan Nedunchezhiyan Purav Raja          | 6(5)-7, 3-6         |
| 2. | 9 ottobre 2021   | Sánchez-Casal Cup, Barcellona        | Terra rossa | Nuno Borges   | Harri Heliövaara Roman Jebavý             | 4-6, 3-6            |
| 3. | 9 luglio 2022    | Porto Open, Porto                    | Cemento     | Nuno Borges   | Yuki Bhambri Saketh Myneni                | 4-6, 6-3, [6-10]    |
| 4. | 3 dicembre 2022  | Maia Challenger, Maia                | Cemento     | Nuno Borges   | Julian Cash Henry Patten                  | 3-6, 6-3, [8-10]    |
| 5. | 7 maggio 2023    | Open du Pays d'Aix, Aix-en-Provence  | Terra rossa | Nuno Borges   | Jason Kubler John Peers                   | 7-6(5), 4-6, [7-10] |
| 6. | 4 novembre 2023  | Internazionali di Bergamo, Bergamo   | Cemento (i) | Henry Patten  | Brandon Nakashima Evan King               | 4-6, 6(1)-7         |
| 7. | 23 novembre 2024 | Internazionali di Rovereto, Rovereto | Cemento (i) | Théo Arribagé | Sriram Balaji Rithvik Choudary Bollipalli | 3-6, 6-2, [10-12]   |
| 8. | 20 aprile 2025   | Oeiras Challenger, Oeiras            | Terra rossa | Lucas Miedler | Karol Drzewiecki Piotr Matuszewski        | 4-6, 6-3, [8-10]    |
| 9. | 4 maggio 2025    | Estoril Open, Estoril                | Terra rossa | Lucas Miedler | Ariel Behar Joran Vliegen                 | 5-7, 3-6            |